# کمپ ایکس ری
کمپ ایکس ری (به انگلیسی: Camp X-Ray) یا اردوگاه اشعه ایکس فیلمی به کارگردانی پیتر ستلر و با بازی کریستن استوارت، پیمان معادی، جان کرول لینچ محصول ۲۰۱۴ ایالات متحده است.
داستان‌ فیلم از برخورد بد و وحشیانه سربازان آمریکایی با زندانیان روایت میکند

## خلاصه داستان
فیلم با صحنه‌هایی از حملات ۱۱ سپتامبر در مرکز تجارت جهانی نیویورک آغاز می‌شود و پس از صحنه بازداشت «علی» (با بازی پیمان معادی) در آلمان، به هشت سال بعد و زمان ورود نگهبان تازه‌ای به نام «ایمی کول» (کریستن استوارت) به بازداشتگاه گوانتانامو می‌رسد. ایمی که برای فرار از زادگاه کوچکش به ارتش پیوسته، در اثر تحقیر و آزار جنسی سربازان دیگر تبدیل به یک فرمانبردار مطیع شده‌است. اما در نهایت، با دوستی‌ای دور از جنبه‌های جنسی که بین او و علی به وجود می‌آید، کم‌کم حالت دفاعی اش فرو می‌ریزد و نوری از مهر و امید در درونش روشن می‌شود.

## ساخت فیلم
فیلم اردوگاه اشعه ایکس با مضامین سیاسی را پیتر ستلر به عنوان اولین فیلم بلندش ساخته و دیوید گوردون گرین هم به عنوان تهیه‌کننده اجرایی کمکش کرده‌است. فیلم‌نامه را هم خود ستلر نوشته‌است. فیلمبرداری این فیلم در لس آنجلس انجام شد و برای اولین بار در جشنواره فیلم ساندنس به نمایش درآمد.

## دیدگاه‌ها

### دیدگاه کارگردان
سوژه فیلم کمپ ایکس ری، ضمن پژوهش‌های ساتلر، با دیدن عکسی از چرخ حامل کتاب‌های مورد درخواست زندانیان بازداشتگاه گوانتانامو به سراغش آمد. چرخی پر از ترجمه کتاب‌های «هری پاتر» به زبان عربی: «برای من برخورد قوانین سخت و تشریفات قراردادی ارتش با اموری که به صورتی بنیادی با این مسائل بی ارتباط است خیلی جالب بود. اموری مثل تأسیس کتابخانه در چنین زندان مخوفی یا رساندن کتابی مثل هری پاتر به دست زندانیان. به نظرم واقعاً شگفت‌انگیز آمد.» اما همین مسئله در خط داستانی فیلم، بهانه‌ای می‌شود برای ملاقات اولیه دو قهرمان اصلی، ایمی، محافظی که مشغول پخش کتاب بین زندانیان است و علی، زندانی عرب - تونسی بزرگ شده آلمان که زندانبانش را بخاطر نداشتن تازه‌ترین جلد «هری پاتر» به شدت سرزنش می‌کند. در واقع کتاب هری پاتر در فیلم، سمبلی است از نیاز مبرم زندانیان به گریز از دنیای واقعی و گشت وگذاری هر چند خیالی و محال در قلمرو جادو و افسانه. کتاب در عین حال قصه‌ای است دنباله دار، حجیم و طولانی «با تعداد صفحاتی به اندازه یک کتاب آسمانی».

### دیدگاه پیمان معادی دربارهٔ نقش علی
«فکر می‌کنم او بیشتر از هزار بار قرآن را خوانده و مرور کرده‌است. اما کم‌کم حالت شک و تردیدی در او به وجود آمده. شک و تردید نسبت به همه چیز. شاید هم بخاطر تنهایی و فکرکردن زیاد است که باورهایش به تدریج رنگ باخته‌اند. او کم‌کم از حضور در جمع نمازخوانان هم خودداری می‌کند. بدترین چیز برای آدمی که به همه چیز دور وبرش مشکوک است همین است که نمی‌داند واقعاً به کجا یا به چه چیزی دست بیاویزد. این مسئله برای خیلی از زندانی‌هایی که مدت زیادی را در بیکاری می‌گذرانند پیش می‌آید. اما من فکر می‌کنم علی بعد از این واقعه به حالت طبیعی و به زندگی عادی بازخواهد گشت.»

### دیدگاه کریستن استوارت دربارهٔ نقش امی
"این برای من فرصتی بود تا بتوانم خودم را از چهره کلیشه‌ای که هالیوود برایم ساخته نجات بدهم. برای همین هم وقتی فرصت مناسب پیش آمد، هرچند ریسک بود، اما پیشنهاد بازی در این نقش را با کمال میل قبول کردم. "

### دیدگاه منتقدین
اریک کوهن، منتقد سینمایی آیندی وایر، آن را «نمایش اخلاقی و گاه ساده لوحانه از شرایط فاجعه‌آمیز بازداشتگاه زندانیان سیاسی ارتش آمریکا» خواند.
استیون هولدن، منتقد سینمایی در روزنامه نیویورک تایمز می‌نویسد: «فیلم کمپ ایکس ری به تماشاگر نشان می‌دهد که بازداشتگاه نیروی دریایی آمریکا در خلیج گوانتاناموی کوبا، چه برای زندانی و چه برای زندانبان یک جهنم است. اما نه جهنمی بدیهی و آشکار.» وی افزوده: «کمپ ایکس ری اولین فیلمی است که در آن خانم استوارت ثابت می‌کند می‌تواند بازیگر جدی خوبی باشد. او در این فیلم چهره عبوس و پیچیده دختری از شهرکی خفقان‌آور را که در آن احساس زندانی بودن می‌کرده‌است با مهارت ارائه می‌دهد.» این منتقد دربارهٔ بازی پیمان معادی نیز می‌نویسد: «آقای معادی از تمام امکاناتی که به عنوان یک بازیگر به او داده شده استفاده کرده و توانسته ابعاد گوناگونی به نقشی که عمداً هر گونه سابقه پیشین آن حذف شده ببخشد. شخصیتی خشن، به ناچار فرصت طلب و به شدت خشمگین، در عین حال با جنبه‌هایی انسانی عمیق و دوست‌داشتنی.»